# مثبط مختزلة الألفا-5
مثبط مختزلة الألفا-5 (بالإنجليزية: 5α-Reductase inhibitor)‏، والمعروف أيضًا باسم حاصر ديهدروتستوستيرون (بالإنجليزية: dihydrotestosterone (DHT) blockers)‏، هي فئة من الأدوية ذات التأثيرات المضادة للأندروجين والتي تستخدم بشكل أساسي في علاج تضخم البروستات الحميد وتساقط شعر فروة الرأس. كما أنها تستخدم أحيانًا لعلاج زيادة نمو الشعر لدى النساء وكأحد مكونات العلاج الهرموني للنساء المتحولات جنسيًا.
تثبط هذه العوامل إنزيم مختزلة الألفا-5، الذي يشارك في التحولات الأيضية لمجموعة متنوعة من المنشطات الذاتية. تشتهر بمنع تحول هرمون التستوستيرون، وهو هرمون الأندروجين الرئيسي، إلى ديهدروتستوستيرون الأندروجين الأكثر فاعلية، في بعض الاضطرابات المرتبطة بالأندروجين.